# Boerlagella spectabilis
Boerlagella spectabilis är en tvåhjärtbladig växtart som först beskrevs av Friedrich Anton Wilhelm Miquel, och fick sitt nu gällande namn av Herman Johannes Lam. Boerlagella spectabilis ingår i släktet Boerlagella och familjen Sapotaceae.
Artens utbredningsområde är Sumatera. Inga underarter finns listade i Catalogue of Life.